# アールト・カーンプ

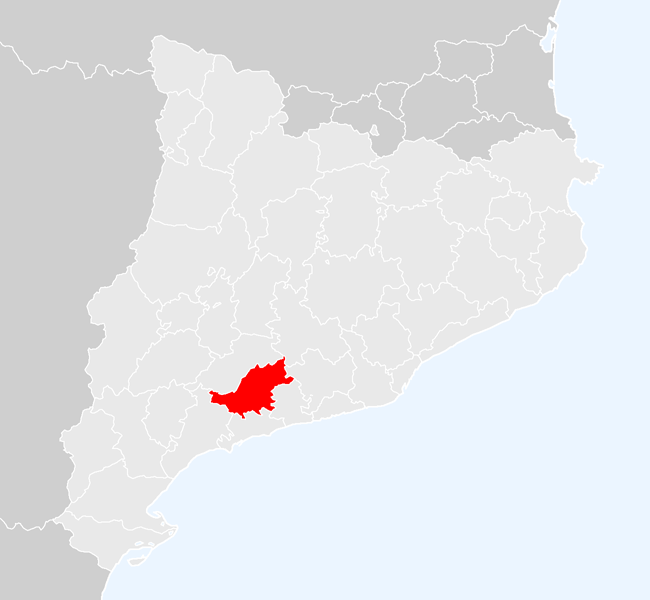
アル・カムの位置

アル・カム（Alt Camp）はカタルーニャ州のコマルカ、タラゴナ県に属する。

## アル・カムの自治体
- アイグアムルシア（Aiguamúrcia）
- アルクベー（Alcover）
- アリオー（Alió）
- ブラフィム（Bràfim）
- カブラ・ダル・カム（Cabra del Camp）
- フィガローラ・ダル・カム（Figuerola del Camp）
- アルス・ガリデイス（els Garidells）
- ラ・マゾー（la Masó）
- アル・ミラー（el Milà）
- モント・ラル（Mont Ral）
- モント・フェリ（Mont Ferri）
- ヌーリャス（Nulles）
- アル・プラ・ダ・サンタ・マリーア（el Pla de Santa Maria）
- アル・ポン・ダルマンテーラ（el Pont d'Armentera）
- プッチパラート（Puigpelat）
- ケロル（Querol）
- ラ・リバ（la Riba）
- ルドゥニャー（Rodonyà）
- アル・ロウレイ（el Rourell）
- バイモイ（Vallmoll）
- バイス（Valls）
- ビラ＝ルドーナ（Vila-rodona）
- ビラベーリャ（Vilabella）